# Mo i Rana
Mo i Rana (pronunciato mu i rana, per i locali semplicemente Mo) è la città capoluogo del comune di Rana, nella contea di Nordland in Norvegia. Ha ricevuto lo status di città nel 1997.

## Posizione geografica
Mo i Rana è situata poco a sud del circolo polare artico (66° 33' 39") e sorge al termine del Fiordo di Nordrana a circa 30 chilometri di distanza dal lago Svartisvatn, sovrastato dall'imponente ghiacciaio Svartisen, il secondo della Norvegia come dimensione.

## Storia
L'agricoltura venne sviluppata a Mo i Rana sin dall'età del ferro, anche se la costa venne abitata per prima. In tempi più moderni la città crebbe economicamente dapprima con la pesca e successivamente attraverso lo sfruttamento minerario del territorio. Nel XVIII secolo aumentò il commercio con la Svezia.
Dopo le distruzioni della seconda guerra mondiale il governo norvegese avviò un processo di industrializzazione costruendo nei pressi della città una grande fonderia di ferro realizzando in questo modo, nel 1955, uno dei più importanti progetti industriali norvegesi che contribuì, nel giro di quindici anni, a fare crescere la popolazione da 3 000 a 20 000 abitanti. Negli anni ottanta tuttavia la crisi internazionale dell'acciaio colpì anche la Norvegia e nel 1988 la fonderia dovette essere chiusa.
La città, nonostante le difficoltà derivanti dalla crisi, non fu abbandonata a se stessa ed il Governo norvegese si attivò pensando al futuro di Mo i Rana; il primo passo fu, nel 1987, il trasferimento da Oslo della Biblioteca Nazionale, consentendo un nuovo sviluppo, mentre altre aziende si apprestavano a sorgere.

## Collegamenti
Mo i Rana dispone di un piccolo aeroporto locale (Codice aeroportuale IATA MQN), con collegamenti alle città più vicine (Trondheim, Bodø, Mosjøen), principalmente servito dal vettore Widerøe.
La città è raggiungibile con autoveicoli o motoveicoli percorrendo la strada europea E06, ed è collegata agli altri centri anche con un servizio di autobus, di pullman e di treni.

## Galleria d'immagini

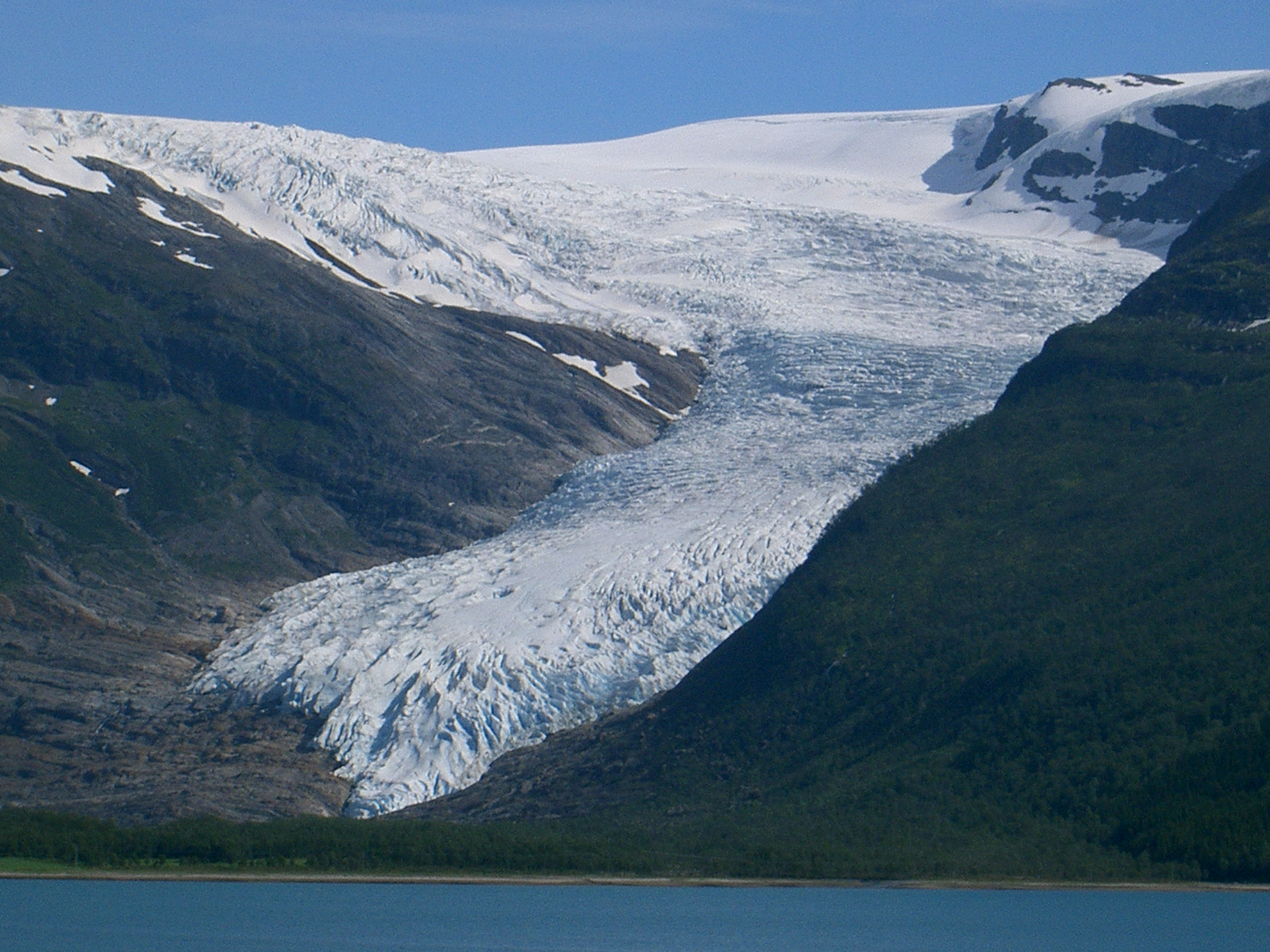
Il ghiacciaio Svartisen
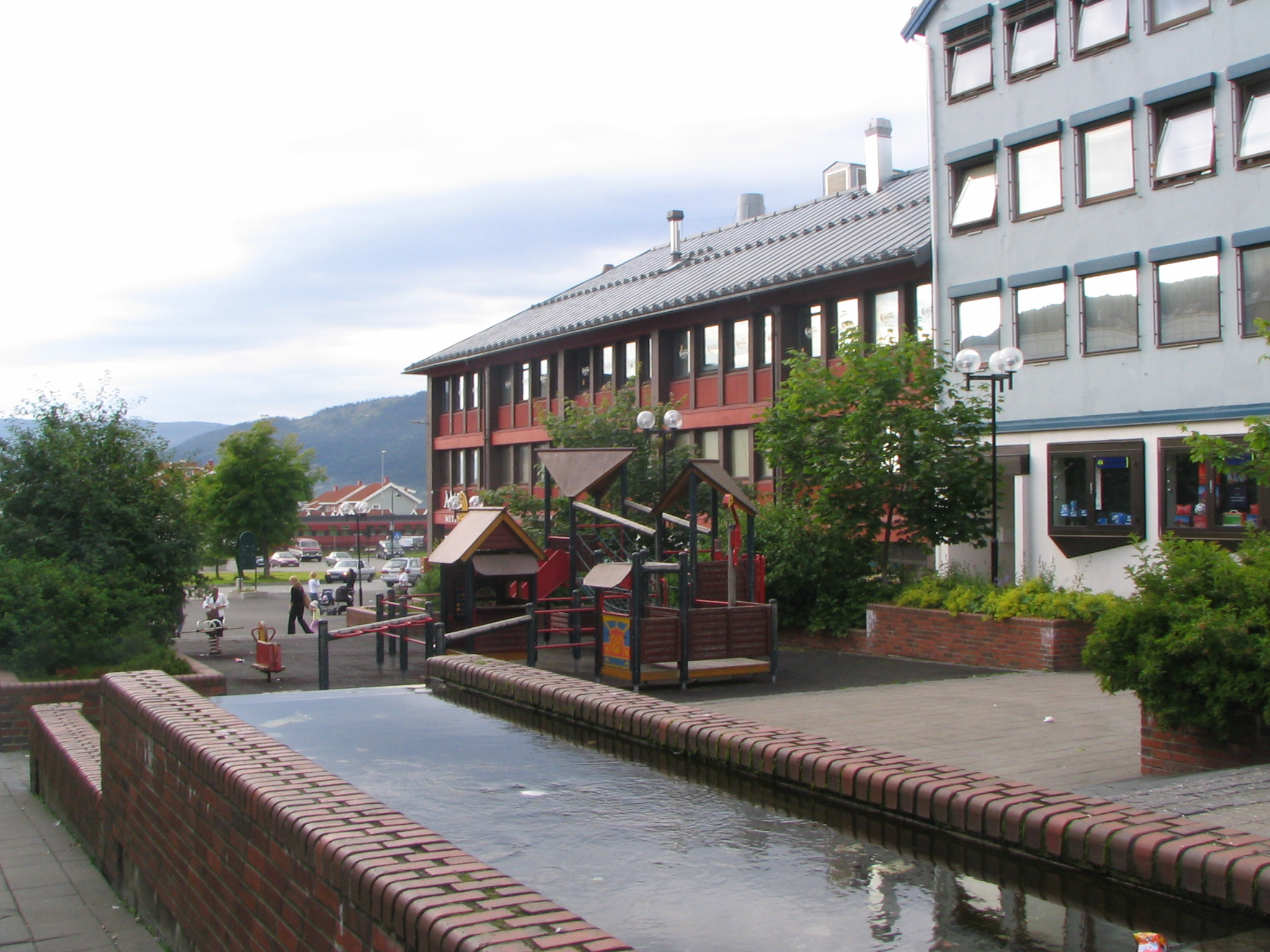
Immagine del centro di Mo i Rana